# Альман, Жюли
Жюли Альман (фр. Julie Allemand; род. 7 июля 1996 года, Льеж, Льеж, Бельгия) — бельгийская профессиональная баскетболистка, выступающая в женской национальной баскетбольной ассоциации за клуб «Лос-Анджелес Спаркс». Она была выбрана на драфте ВНБА 2016 года в третьем раунде под общим 33-м номером клубом «Индиана Фивер». Играет на позиции разыгрывающего защитника. Кроме того защищает цвета турецкого клуба «Фенербахче».
В составе национальной сборной Бельгии она выиграла бронзовые медали чемпионата Европы 2021 года в Испании и Франции. Кроме того принимала участие в Олимпийских играх 2020 года в Токио, на чемпионатах мира 2018 года в Испании и 2022 года в Австралии и чемпионате Европы 2019 года в Сербии и Латвии.

## Ранние годы
Жюли Альман родилась 7 июля 1996 года в городе Льеж (провинция Льеж, регион Валлония).

## Профессиональная карьера
В 2016 году Альман выставила свою кандидатуру на драфт ВНБА, на котором она была выбрана в третьем раунде под общим тридцать третьим номером командой «Индиана Фивер», однако из-за своего юного возраста дебюта в ВНБА пришлось ждать целых четыре года, так как в лиге разрешено играть с двадцати двух лет. Уже в своём первом сезоне она стала пятым по результативности игроком своего клуба, набирая в среднем за встречу по 8,5 очка, 4,5 подбора и 5,8 передачи, за что по его итогам была включена в сборную новичков женской НБА.

## Карьера в национальной сборной
C 2011 года Альман начала выступать за юниорские и юношеские сборные Бельгии по баскетболу. В 2017 году Альмо была включена в состав национальной сборной Бельгии для участия в квалификации к чемпионату Европы 2017 года в Чехии, но не вошла в окончательный состав команды на Евробаскет, где бельгийки завоевали бронзовые медали. Принимала участие на чемпионате мира 2018 года в Испании, где в составе «Кэтс» заняла четвёртое место и чемпионате Европы 2019 года в Сербии и Латвии, где «бельгийские кошки» стали пятыми.